# Скопска Црна Гора
Скопска црна гора (мкд. Скопска Црна Гора), често звана и само као Црна гора (алб. Mali i Zi, тур. Karadağ), по предању Света гора (како су је вековима називали) или историјски Карадаг (тур.  — „Црна гора”, алб. Malet e Karadakut), је средње висока планина на југу Србије и северу Северне Македоније.
Скопска црна гора је име планине али и једне обласне целине коју карактеришу етнографске, фолклорне и дијалектске особености.

## Планина
Планина Црна гора се издиже из скопске долине (на југу), Кумановске котлине (на истоку), Гњиланске котлине (на северу) и долине реке Лепенац (на западу).
Планина се протеже у правцу југозапад-североисток, највиши врх је Рамно са 1.651 m. Кањоном Липковске реке, која извире на планини, Црна гора подељена је на два дела: виши западни и нижи источни, звани — Карадаг (тур.  — „Црна гора”).
На падинама Црне горе леже градови:
- Скопље (на југу),
- Куманово (на истоку),
- Качаник (на западу) и
- Гњилане (на северу).

## ОбластЦрна гора
Становништво Црне горе је у 19. и 20. веку као део своје области третирало једанаест села на јужном обронку планине Црне горе. Села Бразда, Глуво, Чучер-Сандево, Мирковце, Горњани, Бањани,
Кучевиште, Побожје, Љубанци, Љуботен и Бродец. Становнике ових села околина назива Црногорцима, а тако су и сами себе називали. Народно схватање прихватили су и историчари, етнографи и етнолози па се и данас у етнолошком и културно-историјском погледу ова села у друштвеним наукама посматрају као посебна област — Црна гора.
Област је изузетно богата православним црквама и манастирима, нарочито из периода Немањића.
Предање каже да се пре доласка Турака та област звала Света гора, јер, имала је 365 цркава и манастира, док сада, у том крају, постоји око 50 цркава и манастира, углавном из средњег века.
По висинскоме изгледу област Црногорску можемо да поделимо на два дела: на поље и на планину.
Поље је много мањи Јужни део који се простире између удута скопских чифлика, и планине Карадаг, избраздано је косама са овалном површином и речним долинама. Косе и речне долине почињу готово од врха Карадага и иду упоредо док се не изгубе у равноме тлу скопске котлине. Висина поља Црногорска је нижа, што је близу Скопља, а све виша што се иде ка планини, најнижа тачка црногорског поља је 350 m, а највиша је код Кучевишта 550 m, од села пак најниже је Бразда са 410 m, а највиши је Бродац са 900 m.
Планина заузима много већи простор од поља, и она се протеже од југа ка северу — из Кучевишта до Копиљаче, а толико има ако не више од запада ка истоку.

## Историјат имена
Није познато од када се ова област назива својим данашњим именом, први помен међутим датира из друге половине 13. века када је бугарски цар Константин Тих завештао села ове области својој задужбини.
Црна гора се под својим именом поново помиње године 1300. у хрисовуљи краља Милутина цркви Светог Ђорђа на Серави у Скопљу.
У 15. веку Црна гора се спомиње у Житију Деспота Стефана Константина Филозофа.
Турци су након освајања Скопља превели име у Карадаг (тур.  — „Црна гора”), па се и тај израз може наћи у употреби.

## Хидрографија и положај села
Скопска црна гора је богатија шумом, но водом, кроз свако село, или поред села протиче речица или поток, и оне су толике колико да може да се меље воденичарки камен, а села су богата чесмама и изворима.
Прво село са западне стране је село Чучер и има три чесме, најстарија је Стара чешма, затим на осам минута налази се село Бањани. У самом селу тече Бањанска река и она је највећа и најбогатија водом од свих река, и извире испод Била, протиче поред села с источне стране, и улива се у Вардар више Скопља. Јужно од Бањана налази се село Глуво, а затим и Бразда, и оба се налазе са леве стране Бањанске реке, сва села имају изворе, чак и по неколико, као и простране пашњаке.
Куће су збијене, тако што код већина нема двориште, а измећу села је мала раздаљина, па пешке је лако проћи.